# SC Buitenboys
SC Buitenboys is een amateurvoetbalvereniging uit Almere, Flevoland, Nederland, opgericht op 7 maart 1985. De club speelt op sportpark Polderkwartier en heeft daar de beschikking over zes velden (waarvan drie kunstgras).
Het zaterdagstandaardelftal speelt in het seizoen 2023/24 in de Tweede klasse van het KNVB-district West-I. Het zondagelftal komt sinds de terugtrekking in het seizoen 2015/16 niet in competitieverband uit.
SC Buitenboys heeft meer dan 1350 leden en telt acht seniorenteams, drie veteranenteams, (2 vrouwenvoetbalteams), 24 juniorenteams (waarvan 4 meisjes), 58 pupillenteams (waarvan 4 meisjes) en twee G-teams. Er is ook een interne competitie voor acht mini-pupillen. De voetbalclub heeft een samenwerkingsverband met sc Heerenveen en de nabijgelegen Almere City FC.
SC Buitenboys behaalde in 2015 als eerste voetbalclub in Flevoland het KNVB-keurmerk lokale jeugdopleiding en in 2019 het KNVB|ARAG Fairplay-certificaat, tevens als eerste in Flevoland.

## In het nieuws
SC Buitenboys kwam in december 2012 in het nieuws toen vijf spelers van SV Nieuw Sloten B1 en een van hun vaders de grensrechter Richard Nieuwenhuizen na een wedstrijd tegen SC Buitenboys B3 aanvielen en doodslag pleegden. Hierop werden alle amateurwedstrijden op 8 en 9 december door de KNVB afgelast en werd bij alle wedstrijden in het betaald voetbal, bij het WK voor clubs in Japan en ook in andere sporten een minuut stilte in acht genomen. Op 9 december 2012 werd een stille tocht gehouden en op 10 december vormden achthonderd leden van SC Buitenboys een erehaag bij de crematie van Nieuwenhuizen. Bij SC Buitenboys werd een gedenkplaat onthuld en een jaar na het incident werd het voetbalveld waar Nieuwenhuizen dodelijk was mishandeld naar hem vernoemd.
In maart 2016 woedde een grote brand in het clubgebouw na een kortsluiting in een meterkast. Nadat in eerste instantie de wedstrijden moesten worden afgezegd, bracht de club kleedruimtes en de kantine tijdelijk onder in een grote tent.
In juli 2016 verdronk in de Lage Vaart een tienjarig meisje nadat zij daar met anderen aan het spelen was. Het meisje was een fervent voetbalster bij SC Buitenboys en een stille tocht ter nagedachtenis liep onder andere langs de velden van de club.

## Competitieresultaten 1997–2018 (zaterdag)
| 4 5B |

|  |

|  |

| 10 4B |

| 12 4C |

| 3 5A |

| 3 5C |

| 7 4F |

| 10 4F |

| 10 4F |

| 2 4D |

| 5 4D |

| 10 4E |

| 9 4E |

|  |

| 3 5C |

| 1 5C |

| 9 4F |

| 7 4E |

| 1 4E |

| 6 3B |

| 6 3C |

| - 3C |

| Derde klasse | Vierde klasse | Vijfde klasse |

## Competitieresultaten 1993–2016 (zondag)
| 5 4F |

| 10 4F |

| 11 4F |

| 11 4F |

| 12 4F |

|  |

|  |

| 8 5B |

| 13 5B |

| 2 6D |

| 2 5F |

| 3 5F |

| 3 5G |

| 4 5E |

| 7 5E |

| 9 5D |

| 11 5G |

| 7 6D |

| 2 6C |

| 9 5E |

| 6 5D |

| 6 5D |

| 3 5D |

| xx 5D |

| Vierde klasse | Vijfde klasse | Zesde klasse |

In elke staaf van de grafiek staat van boven naar beneden vermeld: 
- Eindnotering

Dit is de positie die de club heeft bereikt in de competitie, zonder eventuele beslissings-, play-off- of nacompetitiewedstrijden die nodig zijn geweest om bijvoorbeeld de kampioen van de competitie te bepalen.
Indien een * achter het getal staat is de notering een tussenstand en kan het zijn dat de notering niet overeenkomt met de uiteindelijke eindstand van de competitie.
Staat er een - dan is het seizoen nog bezig en is er geen definitieve uitslag bekend.
Staat er xx op de positie van de notering, dan heeft de club vroegtijdig de competitie verlaten. Dit kan onder andere komen door terugtrekking van het team, faillissement van de club of door een uitgedeelde straf van de KNVB. In veel gevallen staat elders in het artikel de reden vermeld.
Staat er een ? dan is het resultaat uit het verleden onbekend, en is alleen de competitie of het niveau bekend van dat seizoen.
In de seizoenen 2019/20 en 2020/21 werd wegens de coronacrisis het amateurvoetbal afgebroken. Daardoor kennen deze staven geen eindklassering (middels -- weergegeven).
- Competitieniveau en afdelingsletter of Officiële eindstand Eredivisie
  - Competitieniveau en afdelingsletter

Hierbij geeft het getal het niveau weer, dat ook terug te vinden is in de legenda. De letter is de afdelingsaanduiding en wordt gebruikt wanneer er meer afdelingen zijn op hetzelfde niveau. De afdelingsletter is altijd een hoofdletter en wordt meestal zonder nummer gebruikt.
Voorbeeld: 2F is niveau 2e klasse competitie F.
Het competitieniveau en nummer wordt niet vermeld wanneer er slechts één competitie van dit niveau was.
  - Officiële eindstand Eredivisie (getal staat tussen haakjes vermeld)

Sinds de introductie van play-offwedstrijden voor Europees voetbal na afloop van de reguliere competitie in 2005/06, is de KNVB verplicht een eindstand van de Eredivisie door te geven aan de UEFA aan de hand van deze play-offwedstrijden.
Bij deze eindstand staan clubs die zich hebben gekwalificeerd voor Europees voetbal hoger dan clubs die zich niet wisten te kwalificeren. Indien er geen verschil was tussen de eindnotering en de officiële eindstand, staat dit getal niet vermeld.

- Onderafdeling

Hier staat afgekort de naam van de onderafdeling indien de club in dat jaar in een onderafdeling uitkwam. Tevens staat deze afkorting in de legenda en wordt gelinkt naar het artikel over deze onderafdeling. Deze afkorting wordt alleen vermeld wanneer de club in het verleden in verschillende onderafdelingen heeft gespeeld. Deze vermelding is in de staaf altijd in kleine letters. Deze onderafdelingen zijn na het seizoen 1995/96 afgeschaft. Heeft de club in slechts één onderafdeling gespeeld, dan is dit alleen terug te vinden in de legenda.
Onder de staaf staat het jaartal vermeld waarin het seizoen is afgesloten. 15 verwijst naar het seizoen 2014/15 of eventueel het seizoen 1914/15.
Wanneer een staaf leeg is, zijn deze gegevens niet bekend. Het kan ook zijn dat de club dat seizoen niet heeft meegespeeld op het hogere amateurniveau, vroegtijdig de competitie heeft verlaten of uit de competitie is gezet.

In het seizoen 1944/45 was er wegens de Tweede Wereldoorlog geen regulier competitievoetbal.

## Bekende (oud-)spelers
- Delvechio Blackson
- Danny Holla
- Mike van der Hoorn
- Desiree van Lunteren
- Ashleigh Weerden

Almere: FC Almere · VV AS '80 · Buitenboys · Forza Almere · Sporting Almere · ASC Waterwijk · Zeewolde: VV Zeewolde

Voormalig: SV Almere